# Cristela
Cristela es una serie de televisión estadounidense de comedia que se emitió desde el 10 de octubre de 2014 hasta el 17 de abril de 2015 en American Broadcasting Company. La serie fue creada por la stand-up cómica Cristela Alonzo, quién también protagonizó y escribió para la serie y fue productora ejecutiva con el cocreador Kevin Hench, Becky Clements, Marty Adelstein, y Shawn Levy para Fox Television Studios.  Esto la convirtió en la primera latina en crear, producir, escribir y protagonizar su propia comedia en horario estelar. La serie fue cancelada por ABC el 7 de mayo de 2015.

## Argumento
La serie narra la vida de Cristela Hernández, una mexicana-estadounidense graduada de la escuela de derecho que vive en Dallas, Texas, que debe equilibrar su oportunidad de vivir el sueño americano, trabajando como pasante sin paga en un bufete de abogados con la preocupación de su familia, incluyendo su hermana Daniela (que cree que debería obtener un trabajo remunerado), su cuñado Felix (que piensa en ella como un aprovechada), y su madre Natalia (que quiere que ella se establezca y casarse). En el trabajo, ella se ocupa de su jefe Trent Culpepper (que es propensa a las manifestaciones racistas no intencionales), su hija Maddie (que no le importa nada del trabajo, y es descrita por Cristela como "muchacha blanca rica en mal estado), y Josh (que es su interés amoroso de la serie).

## Elenco y personajes

### Principales
- Cristela Alonzo como Cristela Hernández, un abogada aspirante atrevida y sarcástica que vive con su hermana y su cuñado.
- María Canals Barrera como Daniela González (de soltera Hernández), hermana de Cristela, que es la directora de un centro de llamadas.
- Carlos Ponce como Félix González, cuñado de Cristela, casado con Daniela, la hermana de Cristela.
- Terri Hoyos como Natalia Hernández, la madre anticuada de Daniela y Cristela, que constantemente se refiere a que creció en la pobreza en un pueblo mexicano.
- Andrew Harrison Leeds como Josh, competitivo compañero de trabajo de Cristela de un entorno privilegiado, y su posible interés amoroso.
- Sam McMurray como Trent Culpepper, jefe codicioso de Cristela que con frecuencia hace comentarios racistas.
- Justine Lupe como Maddie Culpepper, hija materialista de Trent y boba compañero de trabajo de Cristela.
- Isabella Day como Isabel González, la hija de Félix y Daniela.
- Jacob Guenther como Henry González, hijo de Félix y de Daniela

### Recurrentes
- Gabriel Iglesias como Alberto, el molesto primo de Félix y compañero de trabajo que está enamorado de Cristela.
- Adam Shapiro como Ben Buckner, un asociado que trabaja con Cristela y más tarde se convierte en románticamente interesado en ella.

### Personajes mencionados pero no vistos
- Juanita Canales, la vecina de la familia; Natalia y Juanita siempre están tratando de superar a los demás, y Nathalia expresa abiertamente el odio a Juanita a la familia.
- Sr. Hernández, el padre de Daniela y Cristela, y exmarido de Natalia que dejó a la familia inmediatamente después de que Cristela nació.

### Estrellas invitadas
- Mark Cuban, como Valente Rodriguez como Eddie Hernández, hermano de Cristela y Daniela que trabaja en Oklahoma.
- Roseanne Barr como Verónica Culpepper (apellido de soltera), distanciada tercera esposa de Trent, que también es abogada. Abiertamente no le gusta a su marido, pero se convierte en amiga de Cristela.
- Tim Allen como Mike Baxter, de Last Man Standing.[5]
- Héctor Elizondo como Ed Alzate.

## Episodios
| N.º | Título                       | Dirigido por      | Escrito por                    | Fecha de emisión original | Código de prod. | Audiencia (millones) |
| --- | ---------------------------- | ----------------- | ------------------------------ | ------------------------- | --------------- | -------------------- |
| 1   | «Pilot»                      | John Pasquin      | Cristela Alonzo & Kevin Hench  | 10 de octubre de 2014     | 1AYC01          | 6.51                 |
| 2   | «Soul Mates»                 | Gerry Cohen       | Kevin Abbott & Cristela Alonzo | 17 de octubre de 2014     | 1AYC04          | 5.99                 |
| 3   | «Mr. Felix and Mrs. Daniela» | Victor González   | Emilia Serrano                 | 24 de octubre de 2014     | 1AYC06          | 5.04                 |
| 4   | «Hall-Oates-Ween»            | John Pasquin      | Kay Cannon                     | 31 de octubre de 2014     | 1AYC03          | 5.40                 |
| 5   | «Super Fan»                  | Victor González   | Cristela Alonzo & Kevin Hench  | 7 de noviembre de 2014    | 1AYC07          | 4.95                 |
| 6   | «Equal Pay»                  | John Pasquin      | Peter Murrieta                 | 14 de noviembre de 2014   | 1AYC02          | 5.11                 |
| 7   | «Enter Singing»              | Gail Mancuso      | Dana Gould                     | 21 de noviembre de 2014   | 1AYC08          | 5.19                 |
| 8   | «Floor Favor»                | Gail Mancuso      | Julius Sharpe                  | 5 de diciembre de 2014    | 1AYC09          | 4.64                 |
| 9   | «It's Not About the Tamales» | John Pasquin      | Cristela Alonzo                | 12 de diciembre de 2014   | 1AYC12          | 4.45                 |
| 10  | «Veronica»                   | Victor González   | Kevin Abbott & Pat Bullard     | 9 de enero de 2015        | 1AYC11          | 6.61                 |
| 11  | «Dead Arm»                   | Gail Mancuso      | Peter Murrieta                 | 16 de enero de 2015       | 1AYC13          | 5.10                 |
| 12  | «Hypertension»               | Gail Mancuso      | Kevin Abbott & Pat Bullard     | 30 de enero de 2015       | 1AYC14          | 5.69                 |
| 13  | «Mexican Mona Lisa»          | John Pasquin      | Peter Murrieta                 | 6 de febrero de 2015      | 1AYC10          | 5.49                 |
| 14  | «Marriage, Counselor»        | Ted Wass          | Eben Russell                   | 20 de febrero de 2015     | 1AYC17          | 5.05                 |
| 15  | «Gifted and Talented»        | Robbie Countryman | Kevin Hench                    | 27 de febrero de 2015     | 1AYC16          | 5.66                 |
| 16  | «Confirmation»               | Robbie Countryman | Kay Cannon                     | 13 de marzo de 2015       | 1AYC15          | 5.04                 |
| 17  | «Fifteen-Something»          | Ted Wass          | Cristela Alonzo                | 20 de marzo de 2015       | 1AYC18          | 5.27                 |
| 18  | «Latino 101»                 | Ted Wass          | Peter Murrieta                 | 27 de marzo de 2015       | 1AYC19          | 4.46                 |
| 19  | «Great Expectations»         | John Pasquin      | Daley Haggar                   | 27 de marzo de 2015       | 1AYC05          | 4.18                 |
| 20  | «Last Goose Standing»        | Ted Wass          | D.J. Ryan & Aaron Serna        | 3 de abril de 2015        | 1AYC20          | 5.48                 |
| 21  | «Village Mode»               | Kevin Abbott      | Pat Bullard & Peter Murrieta   | 10 de abril de 2015       | 1AYC21          | 5.13                 |
| 22  | «Movin' On Up»               | Ted Wass          | Kevin Abbott                   | 17 de abril de 2015       | 1AYC22          | 4.77                 |

## Producción
En 2013, Alonso creó su propio piloto semiautobiográfico de la comedia Cristela para American Broadcasting Company. No se le dio luz verde como parte de la temporada televisiva 2013-2014, pero el 26 de febrero de 2014, ABC pidió otra presentación del piloto, y filmado un piloto de larga duración en el estudio de Last Man Standing, donde obtuvo una fuerte prueba de la audiencia. El 10 de mayo de 2014, ABC recogió el piloto de la serie para la temporada 2014-2015.
El 24 de noviembre de 2014, fue ordenada una temporada completa de Cristela.

### Cruce conLast Man Standing
El 9 de febrero de 2015, ABC anunció que Cristela podría tener un cruce con la comedia de la noche del viernes Last Man Standing con la estrella del espectáculo, Tim Allen que aparece en el episodio "Last Goose Standing".

### Cancelación
La serie fue cancelada por ABC el 7 de mayo de 2015 por bajos niveles de audiencia.

## Recepción

### Crítica
La serie comenzó con críticas mixtas de los críticos. En Rotten Tomatoes, Cristela tiene una calificación de 52%, basada en 31 reseñas, el consenso crítico del sitio dice: «A pesar de que Cristela Alonzo tiene una energía agradable, en Cristela su molde de apoyo es decepcionante y la escritura es una ruina desigual en sus intentos de ser humorística». Metacritic dio a la serie una puntuación de 61 sobre 100, basado en 18 reseñas, lo que indica «opiniones generalmente favorables».
Sin embargo, a medida que avanzaba la temporada, Cristela comenzó a ganar críticas más positivas.

### Audiencia
| Temporada | Horarios (ET)      | Episodios | Comienzo              | Comienzo                         | Final               | Final                         | Temporada televisiva | Rank | Audiencia (en millones) |
| Temporada | Horarios (ET)      | Episodios | Fecha                 | Comienzo Audiencia (en millones) | Fecha               | Final Audiencia (en millones) | Temporada televisiva | Rank | Audiencia (en millones) |
| --------- | ------------------ | --------- | --------------------- | -------------------------------- | ------------------- | ----------------------------- | -------------------- | ---- | ----------------------- |
| 1         | Viernes 8:30 p. m. | 22        | 10 de octubre de 2014 | 6.51                             | 17 de abril de 2015 | 4.77                          | 2014-15              | 95   | 5.23                    |

#### Por episodio
| N.º | Título                       | Fecha de estreno        | Cuota de pantalla (18–49) | Audiencia (millones) |
| --- | ---------------------------- | ----------------------- | ------------------------- | -------------------- |
| 1   | "Pilot"                      | 10 de octubre de 2014   | 1.3/5                     | 6.51                 |
| 2   | "Soul Mates"                 | 17 de octubre de 2014   | 1.2/4                     | 5.99                 |
| 3   | "Mr. Felix and Ms. Daniela"  | 24 de octubre de 2014   | 1.0/4                     | 5.04                 |
| 4   | "Hall-Oates-Ween"            | 31 de octubre de 2014   | 1.0/4                     | 5.40                 |
| 5   | "Super Fan"                  | 7 de noviembre de 2014  | 1.0/4                     | 4.95                 |
| 6   | "Equal Pay"                  | 14 de noviembre de 2014 | 1.1/4                     | 5.11                 |
| 7   | "Enter Singing"              | 21 de noviembre de 2014 | 1.0/4                     | 5.19                 |
| 8   | "Floor Favor"                | 5 de diciembre de 2014  | 0.9/3                     | 4.64                 |
| 9   | "It's Not About the Tamales" | 12 de diciembre de 2014 | 0.8/3                     | 4.45                 |
| 10  | "Veronica"                   | 9 de enero de 2015      | 1.3/4                     | 6.61                 |
| 11  | "Dead Arm"                   | 16 de enero de 2015     | 1.1/4                     | 5.10                 |
| 12  | "Hypertension"               | 30 de enero de 2015     | 1.0/4                     | 5.69                 |
| 13  | "Mexican Mona Lisa"          | 6 de febrero de 2015    | 1.0/4                     | 5.49                 |
| 14  | "Marriage, Counselor"        | 20 de febrero de 2015   | 0.9/3                     | 5.05                 |
| 15  | "Gifted and Talented"        | 27 de febrero de 2015   | 1.0/4                     | 5.66                 |
| 16  | "Confirmation"               | 13 de marzo de 2015     | 0.9/3                     | 5.04                 |
| 17  | "Fifteen–Something"          | 20 de marzo de 2015     | 1.0/4                     | 5.27                 |
| 18  | "Latino 101"                 | 27 de marzo de 2015     | 0.8/3                     | 4.46                 |
| 19  | "Great Expectations"         | 27 de marzo de 2015     | 0.8/3                     | 4.18                 |
| 20  | "Last Goose Standing"        | 3 de abril de 2015      | 1.0/3                     | 5.48                 |
| 21  | "Village Mode"               | 10 de abril de 2015     | 1.0/4                     | 5.13                 |
| 22  | "Movin' On Up"               | 17 de abril de 2015     | 0.9/4                     | 4.77                 |